# Friedrich Alexander von Rothkirch
Friedrich Alexander von Rothkirch (* 1727; † Oktober 1785 in Königsberg) war ein königlich-preußischer Generalmajor und Chef des Infanterie-Regiments Nr. 11. 
Er war der Sohn von Balthasar Sigmund von Rothkirch († 1764) und einer von Arleben genannt Magnus. Sein Vater war Erbherr auf Dame und Wanten. Sein älterer Bruder war der Generalleutnant Hans Christoph von Rothkirch.

## Leben
Er trat 1742 in sächsische Dienste und kam in das Regiment du Caila. Er wurde 1745 Fähnrich und 1746 Leutnant. Während des zweiten schlesischen Krieges kämpfte er in der Schlacht bei Hohenfriedberg und bei Kesselsdorf.
Im Siebenjährigen Krieg wurde er mit dem Rest der sächsischen Armee bei Pirna eingeschlossen. Wie viele andere kam er nach der Kapitulation in die preußische Armee. Dort wurde er Hauptmann im Regiment Nr. 55 (Hauss). 1761 wurde er Major und Kommandeur eines Grenadierbataillons, das aus vier Grenadier-Kompanien gebildet wurde. Es bestand aus jeweils zwei Regimentern Nr. 56 (Horn) und Nr. 54 (Plotho). Nach dem Krieg setzte er seine Karriere fort und wurde 1771 Oberstleutnant sowie 1772 Oberst. 1782 wurde er zum Generalmajor und Chef des Infanterie-Regiments Nr. 11 (Zastrow) ernannt. Er starb 1785 unverheiratet in Königsberg. Mit ihm starb die Linie Sebnitz aus.
Während seiner Zeit in der preußischen Armee wurde er zweimal verwundet. Er kämpfte an der Peenemünder Schanze, bei der Verteidigung von Kolberg und Schweidnitz. Zudem konnte er sich in der Schlacht bei Reichenbach auszeichnen. Den Pour le Mérite erhielt er bereits 1761.